# Сіріус
Сі́ріус, або Си́ріус, також Кані́кула, α Великого Пса (лат. Sirius; давньоєгипетська Сопт, або не зовсім правильно — Сотіс; аккадська назва — Как сі ді («стріла»)) — найяскравіша зоря нічного неба. Її світність у 25 разів перевищує світність Сонця. Видимий блиск Сіріуса обумовлений його відносною близькістю. Сіріус можна спостерігати з будь-якого регіону Землі, за винятком її північних областей. Сіріус віддалений на 8,6 св. року від Сонячної системи і є однією з найближчих до нас зір. Він є зорею головної послідовності, спектрального класу A1.
У 1844 році Фрідріх Бессель припустив, що Сіріус являє собою подвійну зорю. У 1862 році Алван Кларк виявив зорю-супутник, що отримала позначення Сіріус B (тут латинська літера B, оскільки компоненти зір іменуються великими латинськими літерами). Видиму неозброєним оком зорю позначають Сіріус A. Дві зорі обертаються навколо загального центру мас на відстані приблизно 20 а. о. з періодом, близьким до 50 років. У 1915 році астрономи з обсерваторії Маунт-Вілсон установили, що Сіріус B є білим карликом (це був перший з виявлених білих карликів). З цього випливає, що Сіріус B у минулому мав бути масивніший, ніж Сіріус A, оскільки він уже залишив головну послідовність у процесі еволюції.

## Історія спостереження
Найяскравіша зоря, видима з Землі, Сіріус, зафіксована в одних з найдавніших астрономічних записів. Його зміщення від екліптики призводить до того, що його геліакічне сходження є надзвичайно регулярним порівняно з іншими зорями, з періодом майже рівно 365,25 днів, що утримує його постійним відносно сонячного року. Цей схід відбувається в Каїрі 19 липня (за юліанським календарем), що в давнину збігалося з початком щорічної повені Нілу. Через нерегулярність самої повені, надзвичайна точність повернення зорі зробила її важливою для стародавніх єгиптян, які поклонялися їй як богині Сопдет.
Стародавні греки помітили, що поява Сіріуса як ранкової зорі віщувала спекотне і сухе літо, і боялися, що ця зоря викликає в'янення рослин, ослаблення чоловіків і збудження жінок. Завдяки своїй яскравості Сіріус був більш помітний у неспокійних погодних умовах на початку літа. Для грецьких спостерігачів це означало еманації, що спричиняли його згубний вплив. Про кожного, хто страждав від його впливу, говорили, що він «уражений зорею». У літературі його описували як «палаючий» або «полум'яний». Сезон, що наступав після появи зорі, стали називати «собачими днями». Мешканці острова Цеос в Егейському морі приносили жертви Сіріусу і Зевсу, щоб ті принесли прохолодний вітер, і чекали на появу зорі влітку. Якщо зоря сходила ясно, це віщувало удачу; якщо ж вона була туманною або тьмяною, це віщувало (або випромінювало) моровицю. На монетах III століття до нашої ери, знайдених на острові, зображені собаки або зорі з променями, що виходять з них, що підкреслює важливість Сіріуса.
Римляни святкували геліакичний схід Сіріуса близько 25 квітня, приносячи в жертву богині Робіго собаку, а також пахощі, вино і вівцю, щоб еманації зорі не викликали іржі на посівах пшениці того року.
Яскраві зорі були важливі для давніх полінезійців для навігації по Тихому океану. Вони також слугували маркерами широти; схилення Сіріуса збігається з широтою архіпелагу Фіджі на 17° південної широти і, таким чином, проходить безпосередньо над островами кожного зоряного дня. Сіріус слугував тілом сузір'я «Великого Птаха» під назвою Ману, південним кінцем якого був Канопус, а північним — Проціон, що розділяло нічне небо Полінезії на дві півкулі. Подібно до того, як поява Сіріуса на ранковому небі знаменувала літо в Греції, для маорі це означало настання зими, чиє ім'я Такуруа описувало як зорю, так і пору року. Її кульмінація в день зимового сонцестояння відзначалася святкуванням на Гавайських островах, де вона була відома як Каулуа, «Королева Небес». Зафіксовано багато інших полінезійських назв, зокрема Тау-уа на Маркізьких островах, Регуа в Новій Зеландії, а також Тауруа-фау-папа «Свято первісних верховних вождів» і Тауруа-е-хіті-і-те-тара-те-фейаі «Свято, яке встає з молитвами і релігійними церемоніями» на Таїті.

### Кінематика
У 1717 році Едмонд Галлей відкрив власний рух зір, які досі вважалися нерухомими, порівнявши сучасні астрометричні вимірювання з даними другого століття нашої ери, наведеними в «Альмагесті» Птолемея. Яскраві зорі Альдебаран, Арктур і Сіріус значно перемістилися; Сіріус просунувся приблизно на 30 аркхвилин (близько діаметра Місяця) на південний захід.

## Система Сіріуса

рух Сіріуса

Фрідріх Вільгельм Бессель, спостерігаючи за Сіріусом і Проціоном, зауважив, що ці зорі пересуваються не прямолінійно, з чого 1844 року зробив висновок, що обидві зорі мають невидимі супутники.
31 січня 1862 року американський астроном і виробник телескопів Алван Ґрем Кларк (син Алвана Кларка), тестуючи новий 18½-дюймовий телескоп, відкрив другий компонент Сіріуса 8,30 зоряної величини. Сіріус B отримав від свого відкривача лагідне прізвисько — цуцик (англ. the Pup). Ця зоря є першим відкритим білим карликом. За даними телескопа Габбла, її діаметр становить ~12 000 км (тобто трохи менший за Землю), а маса становить 98 % від сонячної.
Вік системи Сіріуса, за сучасними дослідженнями, становить приблизно 230 млн років (оцінки коливаються від 200 до 300 млн років). Спочатку система Сіріуса складалася з двох біло-блакитних зір спектрального класу В: маса одного компонента (теперішнього Сіріус B) була 5M☉, другого (Сіріус A) — 2M☉. Потім, близько 120 млн років тому[джерело?], більш масивний Сіріус B прогорів і став червоним гігантом, а відтак скинув зовнішню оболонку і перейшов у сучасний стан білого карлика.

## Сіріус у культурі

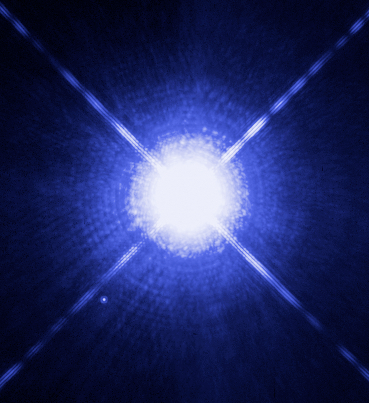
Сіріус в об'єктиві телескопа Hubble,
біла цятка внизу ліворуч — Сіріус В

Багато давніх культур надавали особливого значення Сіріусу. Йому поклонялися в долині Нілу задовго перед заснуванням Рима, і багато давньоєгипетських храмів були орієнтовані так, щоб світло зорі потрапляло на внутрішній вівтар. Геліактичний схід Сіріуса (перша поява зорі над горизонтом протягом року) давав змогу єгипетським жерцям передбачати початок розливу Нілу.
У грецькій міфології Сіріус став собакою Оріона (або Ікарія). Греки також асоціювали Сіріус з літньою спекою: назва зорі походить від слова, що означає «спекотний день». Латинська назва Сіріуса — «Канікула» — означає «маленька собачка»; у найспекотніші літні дні, коли ця зоря з'являлася на ранковому небі, римський сенат повідомляв про перерву в роботі; звідси походить слово «канікули».
Існує кілька нерозв'язаних загадок, пов'язаних із Сіріусом. По-перше, є припущення, що в систему Сіріуса входить третя, дуже маленька зоря, але поки що переконливих доказів цьому не виявлено (1920 року астроном Фокс заявив, що побачив третю зорю в цій системі — Сіріус С. 1995 року астрономи Бенест і Дювент підтвердили це повідомлення)[джерело?].
По-друге, давні записи описують Сіріус як червону зорю[джерело?], хоча сьогодні він має блакитнувато-білий колір. Можливість того, що еволюційні процеси на одній з двох зір змінили колір Сіріуса, астрономи відкидають на тій підставі, що кілька тисяч років — це занадто малий проміжок часу і в системі не спостерігається ніякої туманності, що мала б з'явитися, якби така радикальна зміна все ж відбулася. Можливим альтернативним поясненням є те, що епітет «червоний» — це всього лише поетична метафора, пов'язана з поганими знаменнями зорі. Можливо також, що сильне мерехтіння зорі, коли вона сходить (біля обрію), залишало в спостерігачів враження, що вона має червоний колір.
Третя загадка пов'язана з припущенням, що африканське плем'я догонів знало про невидиму зорю-компаньйона задовго до її відкриття в XIX столітті. Це припущення є джерелом різних теорій для ентузіастів НЛО і стало темою книги Роберта Темпла «Загадка Сіріуса».

## Надскупчення Сіріуса
Певний час Сіріус уважався однією з зір так званої рухомої групи Великої Ведмедиці. Ця група налічує 220 зір, яких об'єднує один вік і схожий рух у просторі. Спочатку група являла собою розсіяне зоряне скупчення, проте зараз скупчення як такого не існує — воно розпалося і стало гравітаційно непов'язаним. Так, до цього скупчення належить більшість зір астеризму Великий Віз у Великій Ведмедиці. Однак згодом учені дійшли до висновку, що це не так — Сіріус значно молодший, ніж це скупчення, і не може бути його представником.
Водночас учені висунули припущення, що Сіріус, разом із зорями β Візничого, Геммою (α Північної Корони), β Чаші, Курсою (β Ерідана) і β Змії, може бути представником гіпотетичного надскупчення Сіріуса. Це скупчення (якщо воно справді існує) — одне з трьох великих зоряних скупчень, розташованих у межах 500 св. років від Сонця. Інші такі скупчення — Гіади і Плеяди.